# L'Antiga Esquerra de l'Eixample
L'Antiga Esquerra de l'Eixample is een buurt in het district Eixample in Barcelona. De buurt vormde oorspronkelijk met la Nova Esquerra de l'Eixample de buurt Esquerra de l'Eixample. De buurt ligt westelijk (vandaar equerra, dat "links" betekent) van de grote avenue Carrer de Balmes.

## Afbeeldingen
Bouwwerken in de buurt L'Antiga Esquerra de l'Eixample.

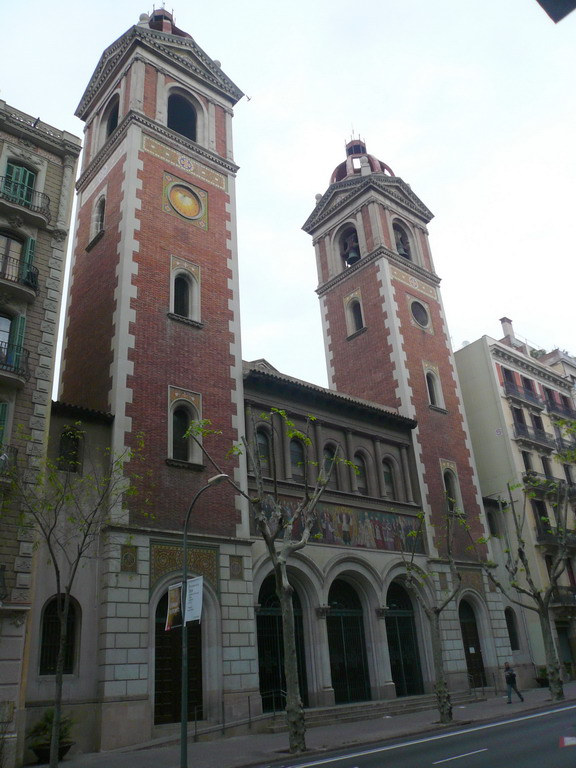
Església de Sant Josep Oriol
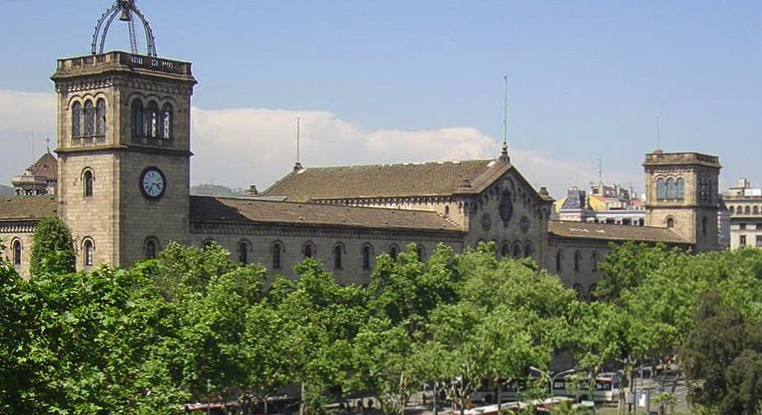
Historisch gebouw van de Universiteit van Barcelona
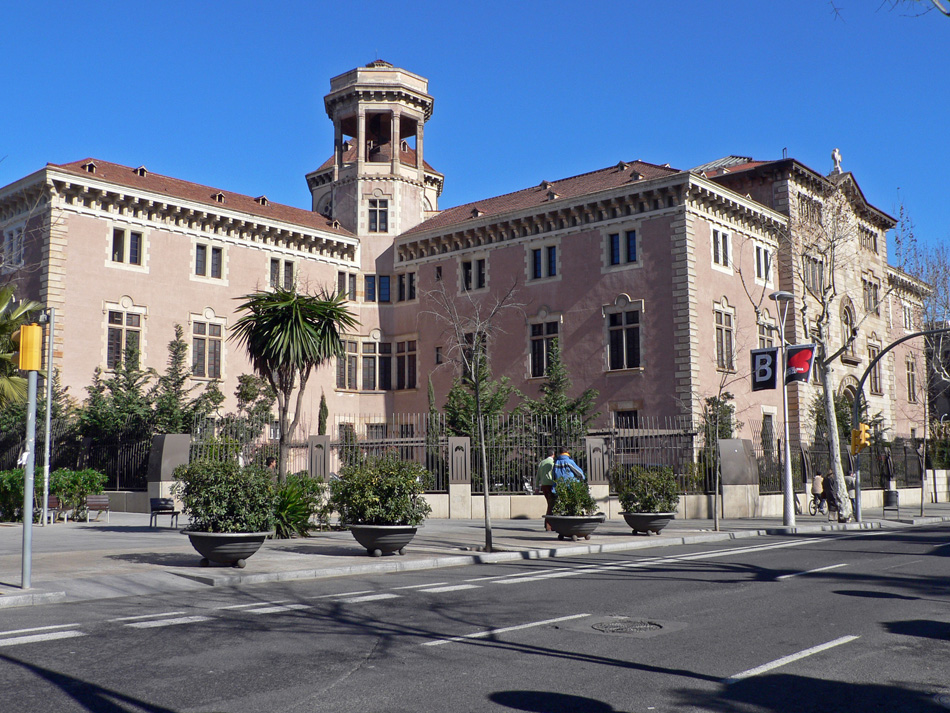
Seminari Conciliar de Barcelona